# Tuttifrutti

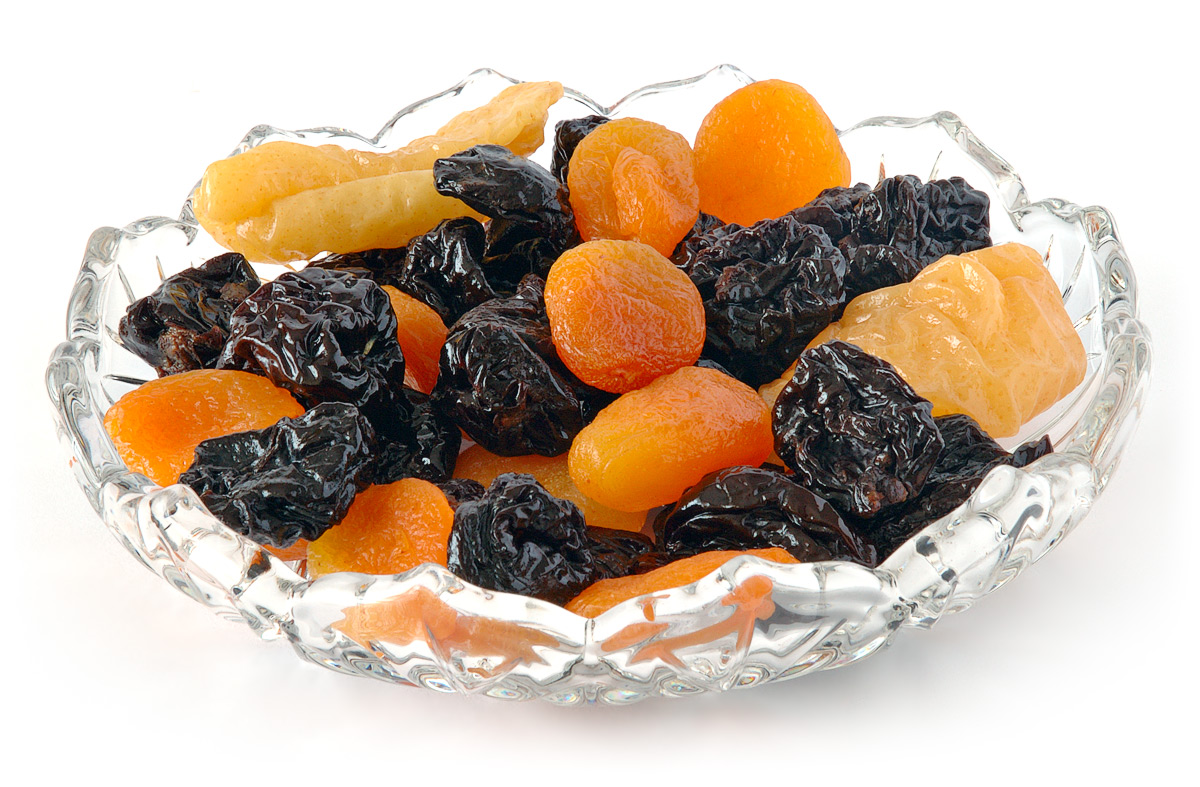
Tuttifrutti (gedroogd fruit)

Tuttifrutti is een mengeling van gedroogde vruchten.
De naam is pseudo-Italiaans voor tutti i frutti, wat betekent al het fruit. Tuttifrutti bevat meestal pruim, abrikoos en appel.